# Sanción internacional
Sanciones internacionales son acciones tomadas por gobiernos nacionales contra otros países por motivos políticos, ya sea de forma unilateral o multilateral sin necesidad de recurrir al uso de la fuerza.

## Motivos de las sanciones
Las sanciones se formulan con base en 3 categorías, las cuales son usadas para diferenciar entre los contextos políticos debido a la naturaleza global de la acción. Dichas categorías son:
- Sanciones para obligar a un país a cooperar con el derecho internacional.[2] Un ejemplo de ello fueron las sanciones impuestas a Irak por la ONU en 1990 con motivo de la invasión a Kuwait. El propósito de esas sanciones era obligar al gobierno iraquí a seguir el derecho internacional, incluyendo respetar la soberanía de Kuwait.
- Sanciones para contener una amenaza a la paz dentro de una delimitación geográfica. Un ejemplo de ello son las sanciones aplicadas a Irán en 2010 por su programa de proliferación nuclear, para contener la agresión iraní dentro de la región circundante.[2]
- Sanciones que involucran el rechazo de la ONU a ciertas acciones de un país. Esas sanciones suelen venir por una resolución del Consejo de Seguridad. Un ejemplo de ello fueron las sanciones impuestas a Rhodesia por su declaración unilateral de independencia en 1965.

Las sanciones suelen usarse como instrumento de coerción cuando la paz se ha visto amenazada y los esfuerzos diplomáticos han fracasado. Sin embargo, se han dado casos en que las naciones que imponen las sanciones lo hacen en cumplimiento de intereses políticos propios.

## Tipos de sanciones
Existen varios tipos de sanciones, entre los cuales están los siguientes:
- Sanciones diplomáticas - Reducción de relaciones diplomáticas. Eso incluye limitaciones o cancelaciones de visitas gubernamentales de alto nivel o expulsión de personal diplomático.[3]
- Sanciones económicas - Prohibición del comercio, posiblemente limitado a ciertos sectores, o con ciertas excepciones como alimentos y medicinas. Entre los ejemplos de ello están el bloqueo continental de Napoleón, las sanciones de la ONU contra Sudáfrica por cuenta del apartheid y el embargo estadounidense contra Cuba.
- Sanciones militares - Intervención militar o embargo de armas.
- Sanciones deportivas - Consideradas como una forma de guerra psicológica, consisten en la prohibición de competir en eventos deportivos internacionales. Un ejemplo de ello fueron las sanciones impuestas a Yugoslavia entre 1992 y 1995 por el Consejo de Seguridad de la ONU con su resolución 757.
- Sanciones ambientales - Medidas económicas y políticas debido a malas prácticas ambientales.

También se pueden aplicar sanciones a individuos como líderes políticos y empresarios. Estas personas usualmente encuentran formas para evadir las sanciones gracias a conexiones con los gobiernos de sus países.

## Eliminación de sanciones
Hay varias maneras de eliminar una sanción. Por lo general una sanción se elimina si el país sancionado cumple con ciertas condiciones o si se alcanza el límite de tiempo estipulado en la sanción inicial. En algunos casos (como pasó en Irak en 1990) solo una resolución inversa puede usarse para eliminar sanciones debido a que la resolución original no especificaba el método para eliminar las sanciones.

## Controversia
Por mucho tiempo, las sanciones han sido objeto de controversia debido a que los analistas dudan de sus efectos en la ciudadanía, el grado de etnocentrismo involucrado al aplicar las sanciones y la posibilidad de que las sanciones no funcionen. Entidades favorables al ataque de las sanciones de otros gobiernos pueden argumentar que las sanciones son «ilegales» o «criminales» debido al derecho al desarrollo (en el caso de las sanciones económicas) o al derecho a la autodefensa (en el caso de las sanciones militares). Un reporte de 1996 de la International Progress Organization criticó las sanciones como «una ilegítima forma de castigo colectivo de los miembros más débiles y pobres de la sociedad, los niños, los enfermos crónicos y los ancianos.»
Quienes defienden las sanciones argumentan que independientemente de los efectos de las sanciones en un grupo de personas, estos ciudadanos probablemente ya hayan sido oprimidos por sus gobiernos. También afirman que las sanciones son la mejor alternativa de uso internacional en oposición a no hacer nada, y que en ausencia de sanciones los regímenes opresores no tienen incentivo para realizar reformas.